# Juliet
Juliet – singel promujący jedenasty album niemieckiego zespołu Modern Talking, Victory. Singel został wydany 29 kwietnia 2002 roku przez firmę BMG. Na singlu zamieszczono także niepublikowany nigdzie indziej utwór "Down on My Knees".

## Listy przebojów (2002)
| Państwo    | Najwyższe miejsce |
| ---------- | ----------------- |
| Niemcy     | 25                |
| Austria    | 42                |
| Paragwaj   | 4                 |
| Ukraina    | 3                 |
| Węgry      | 3                 |
| Łotwa      | 21                |
| Rosja      | 10                |
| Estonia    | 30                |
| Szwajcaria | 83                |

## Autorzy
- Muzyka: Dieter Bohlen
- Autor tekstów: Dieter Bohlen
- Wokalista: Thomas Anders
- Producent: Dieter Bohlen
- Współprodukcja i aranżacja utworów 1 i 2: Thorsten Brotzmann
- Remiks utworu 2: Jeo
- Remiks utworu 3: Kai Nickold
- Współprodukcja i aranżacja utworu 4: Axel Breitung